# Solmaz Sharif

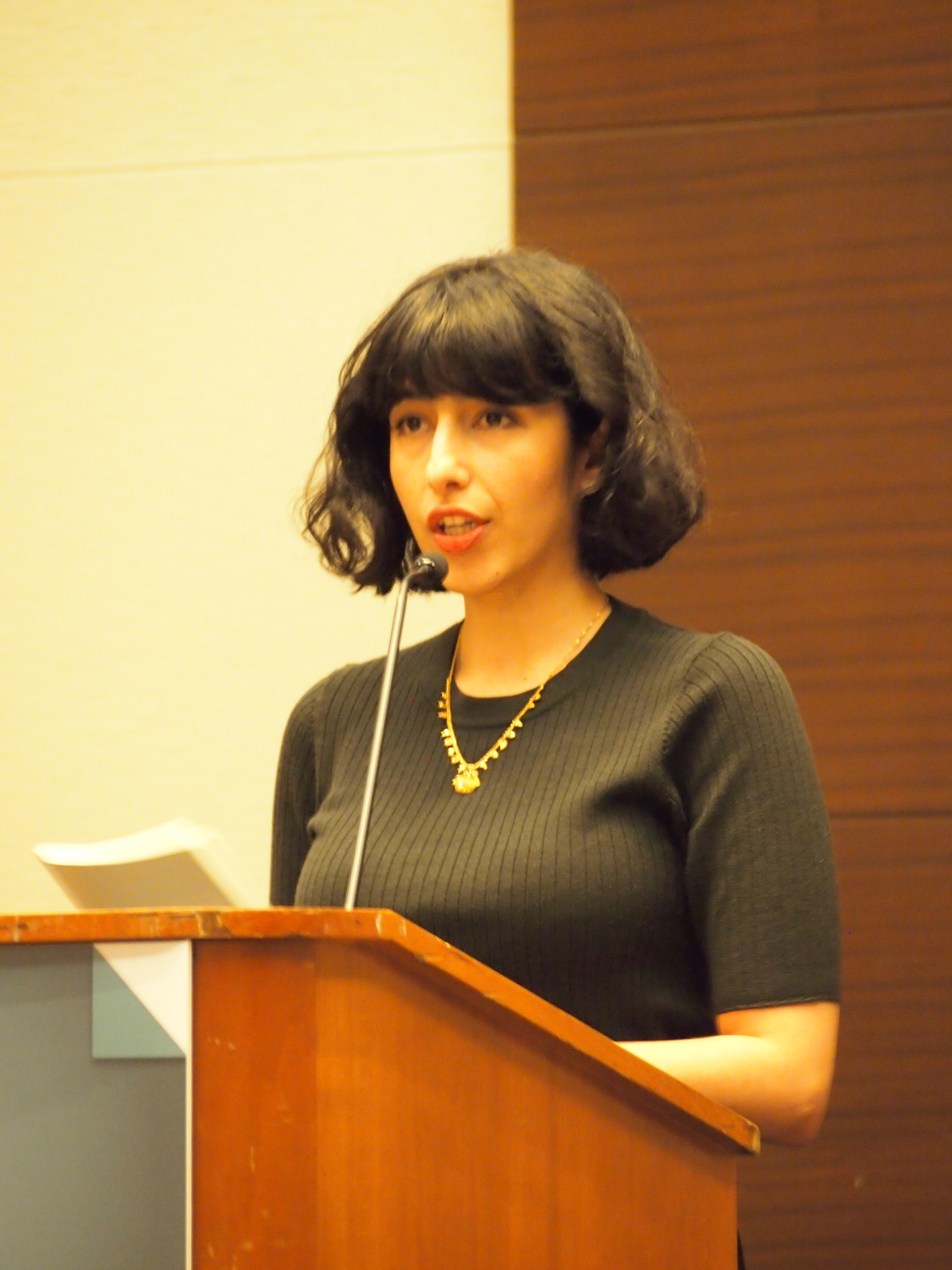
Solmaz Sharif (2017)

Solmaz Sharif (* 1986 in Istanbul, Türkei) ist eine iranisch-US-amerikanische Dichterin.

## Leben
Sharif wurde in Istanbul als Tochter von Iranern geboren, die Ende der 1970er Jahre ihr Heimatland verlassen hatten. Sie machte sowohl an der University of California in Berkeley als auch an der New York University Studienabschlüsse. Danach veröffentlichte sie Gedichte z. B. in The New Republic und in Poetry.
Von 2012 bis 2014 lehrte sie Creative Writing an der Stanford University in Kalifornien.
2016 wurde Sharif in den USA durch die Veröffentlichung des Gedichtbandes Look bekannt, in dem sie unter anderem die Veränderung von Begriffen der Alltagssprache durch das vom US-Verteidigungsministerium herausgegebene Dictionary of Military and Associated Terms behandelt. Die Arbeiten an und mit diesem Kompendium begann sie bereits 2007.

## Politische Einstellungen
Im Oktober 2024 gehörte Sharif zu den Unterzeichnern eines Aufrufs zum Boykott israelischer Kulturinstitutionen, „die an der überwältigenden Unterdrückung der Palästinenser mitschuldig sind oder diese stillschweigend beobachtet haben“.

## Preise und Auszeichnungen
- 2017: American Book Award für Look
- 2016: Lannan Literary Fellowship for Poetry[5]
- 2014: Jona Jaffe Foundation Writers’ Award und Fellowship
- Fellowship des National Endowment for the Arts

## Veröffentlichungen
- Look. Poems. Graywolf Press, Minneapolis (Minnesota, USA) 2016, ISBN 978-1-55597-940-9
- Customs. Poems. Graywolf Press, Minneapolis 2022, ISBN 978-1-64445-079-6